# Грант, Бри
Бри Грант (англ. Brea Grant; род. 16 октября 1981, Маршалл (Техас), США) — американская актриса кино и телевидения, сценаристка.

## Биография
Бри Грант родилась в 1981 году в городе Маршалл, штат Техас, где также прошло её детство. Она получила степень бакалавра, а затем магистра по американистике в Техасском университете в Остине.
Широкую известность актрисе принесла роль Дафны Миллбрук, воровки, обладающей сверхскоростью, которую она сыграла в телесериале NBC «Герои» в 2008-2009 годах. Впоследствии Грант часто снималась в фильмах ужасов, таких как «Хэллоуин 2», и заслужила от критиков звание современной «королевы крика».
Помимо исполнения ролей героинь на экране, Бри Грант также активно пишет сюжеты для фильмов: так, например, в 2020 году она снялась в фильме «Везучая» снятом по собственному сценарию. Также в 2017 она создала мини-серию комиксов под названием We Will Bury You (в соавторстве со своим братом Зейном Грантом).

## Фильмография
| Год       |   | Русское название              | Оригинальное название | Роль                    |
| --------- | - | ----------------------------- | --------------------- | ----------------------- |
| 2008      | с | Огни ночной пятницы           | Friday Night Lights   | Джен Биннел             |
| 2008      | с | Детектив Раш                  | Cold Case             | Лиза Уэст               |
| 2008—2009 | с | Герои                         | Heroes                | Дафна Миллбрук          |
| 2008      | ф | На полпути в никуда           | Middle of Nowhere     | Джен                    |
| 2008      | ф | Полуночное кино               | Midnight Movie        | Рэйчел                  |
| 2008      | ф | Макс Пэйн                     | Max Payne             | девушка-наркоманка      |
| 2009      | ф | Хэллоуин 2                    | Halloween II          | Микейла «Майя» Рокуэлл  |
| 2011      | с | Гильдия                       | The Guild             | в роли самой себя       |
| 2011      | с | Декстер                       | Dexter                | Райан Чемберс           |
| 2012      | с | Морская полиция: Лос-Анджелес | NCIS: Los Angeles     | Мия Джеймсон            |
| 2012      | ф | Бэйтаун вне закона            | The Baytown Outlaws   | Пэмми                   |
| 2012      | ф | Петля времени                 | Looper                | девушка на билборде     |
| 2014      | с | Морская полиция: Новый Орлеан | NCIS: New Orleans     | Триш                    |
| 2016      | ф | За вратами                    | Beyond the Gates      | Марго Маккензи          |
| 2017      | ф | История призрака              | A Ghost Story         | Клара                   |
| 2019      | ф | После полуночи                | After Midnight        | Эбби                    |
| 2020      | ф | Стилистка                     | The Stylist           | Оливия                  |
| 2021      | ф | Везучая                       | Lucky                 | Мэй (также сценаристка) |
| 2021      | ф | К счастью                     | Happily               | кассирша                |